# Radnička klasa
Radnička klasa je izraz koji sada služi prvenstveno kao pojam marksizma i često se rabi naizmjenično s pojmom  "proletarijata". Pojam datira iz doba industrijske revolucije a njegova definicija je još uvijek kontroverzna. Članovi radničke klase ne mogu se automatske izjednačiti s djelatnisima u smislu uglavnom fizičkih djelatnosti.
Uglavno označava pojedince i društvene skupine u suvremenim društvima koji za život zarađuju prvenstveno temeljem vlastitog najamnog rada.
Izraz radnička klasa, isto kao i izraz klasa, može imati različita značenja s obzirom na zemljopisne okolnosti, povijesno razdoblje i ideološku podlogu temeljem koje se vrši društvena kategorizacija. Međutim, manje-više se stvorio konsenzus prema kome je radnička klasa u užem smislu fenomen koji se povezuje za suvremena kapitalistička, socijalistička i druga društva koja su prošla kroz industrijsku revoluciju i urbanizaciju.
Za razvrstavanje radničke klase od drugih društvenih slojeva se rabe razni kriteriji. Tako se, s obzirom na formalno pravnu jednakost radnika i poslodavca vrlo često spominje materijalno bogatstvo, odnosno pripadnost nižoj klasi u kapitalističkim društvima, odnosno ne-posjedovanje vlastitih sredstava za proizvodnju, pa dakle i ovisnost o poslodavcima.
Danas se pak pod pojmom radnička klasa često podrazumijeva tradicionalna radnička klasa čiji posao podrazumijeva fizički rad i za koju nije potrebno šire obrazovanje, a za koju se često koristi izraz plavi ovratnik. Nasuprot tome su se kao tehnokratska klasa u 20. stoljeću pojavili zaposlenici koji za život zarađuju uredskim radom koji zahtijeva dobro obrazovanje, i za koju se koristi izraz bijeli ovratnik.
Marksistička doktrina smatra kako je radnička klasa potlačena klasa u kapitalizmu, a kako bi u socijalizmu trebala postati vladajuća klasa i kroz diktaturu proletarijata postupno stvoriti bezklasno društvo.
Marksističko shvaćanje radničke klase je posljednjih godina izloženo žestokoj kritici, s obzirom na to da mnogi pripadnici radničke klase u razvijenim zapadnim državama danas uživaju životni standard primjereniji srednjoj klasi nego nižoj klasi. Koncept radničke klase je isto tako predmet kritike zbog toga što se smatra neprimjerenim modernim post-industrijskim društvima.

## Vanjske poveznice
- International Labor and Working-Class History  Arhivirana inačica izvorne stranice od 18. svibnja 2015. (Wayback Machine)
- Images of the working class between 1840 and 1945  Arhivirana inačica izvorne stranice od 23. veljače 2006. (Wayback Machine) from the McCord Museum's online collection
- Definition of "Working Class"  Arhivirana inačica izvorne stranice od 11. travnja 2009. (Wayback Machine), Dictionary.com
- An introduction to the working class, Prole.info
- Paulo Freire Research Center–Finland  Arhivirana inačica izvorne stranice od 27. rujna 2007. (Wayback Machine)